# Симфонія № 2 (Чайковський)
Симфо́нія № 2 до мінор, тв. 17, «Малоросійська» — симфонія Петра Ілліча Чайковського, написана в 1872 р. в Україні, у Кам'янці — маєтку сестри композитора Олександри. Прем'єра відбулася 7 лютого 1873 р. в Москві під орудою Миколи Рубінштейна. Перше виконання другої, ґрунтовно переробленої версії, що стала основною і єдиною (партитуру першої автор спалив), — 31 січня 1881 р. в Петербурзі, диригент — Карл Зіке.

## Стисла характеристика
В основу тематизму цієї симфонії лягли українські народні мотиви. Пісні, що звучать в першій, другій і четвертій частинах, наспівав Чайковському старий садівник Петро Герасимович. Симфонію з захватом сприйняли композитори «Могутньої купки», яким була близька і ідея використання народних мелодій, і характер їхнього розвитку. Так, у фіналі симфонії сонатну форму майстерно поєднано з варіаціями на тему української пісні «Журавель». Фантастичне скерцо з богатирськии маршем у Trio своєю фактурою і прийомами розвитку нагадує екзотичні сторінки музики Бородіна.
Симфонію написано для великого симфонічного оркестру подвійного складу включно з флейтою пікколо.

## Структура
Складається з 4-х частин:
1. Andante sostenuto. Allegro vivo
2. Andantino marziale, quasi moderato
3. Скерцо. Allegro molto vivace
4. Фінал. Moderato assai

Першу частину написано в сонатній формі з великим вступом, темою якого є українська версія російської народної пісні «Вниз по матушке по Волге». Основна тональність — до мінор. Побічну партію викладено в тональності, паралельній основній. У розробці головним чином розвиваються головна партія і тема вступу.
Другу частину написано у формі рондо. У її основі — весільний марш із незавершеної опери «Ундіна», який щоразу проходить із певними змінами у фактурі й оркеструванні. Середній епізод побудований на основі російської народної пісні «Прялочка». Основна тональність — мі-бемоль мажор.
Третю частину — скерцо — написано у традиційній для цього жанру тричастинній формі. Основна тональність — до мінор.
Четверта частина поєднує риси сонатної й варіаційної форм. Головною темою виступає мелодія української народної пісні «Журавель», яка розвивається від легкого звучання струнних в унісон на стакато до акордового викладення в оркестровому тутті, варіюється також її гармонізація. Викладу головної теми передує урочистий вступ на її ж матеріалі, а закінчує симфонію урочиста кода, також побудована на основі головної теми. Основну тему відтіняє побічна, яка відрізняється більш м'яким характером і синкопованим ритмом.